# Rezerwat przyrody Góra Chełmo
Rezerwat przyrody Góra Chełmo – krajobrazowy rezerwat przyrody w pobliżu miejscowości Chełmo w gminie Masłowice, w powiecie radomszczańskim, w województwie łódzkim; obejmuje szczytowy fragment Góry Chełmo.
Zajmuje powierzchnię 41,31 ha (akt powołujący podawał 41,44 ha). Został powołany Zarządzeniem Ministra Leśnictwa i Przemysłu Drzewnego z 23 listopada 1967 roku (M.P. z 1967 r. nr 67, poz. 330). Według aktu powołującego, rezerwat utworzono w celu zachowania ze względów naukowych, dydaktycznych i krajobrazowych wzgórza porośniętego lasem mieszanym, zbudowanego z piaskowców albskich, dolnokredowych, będącego ostańcem denudacyjnym, oraz znajdującego się na nim grodziska prehistorycznego.
Według obowiązującego planu ochrony ustanowionego w 2013 roku (zmienionego w 2015), obszar rezerwatu objęty jest ochroną czynną.

## Galeria

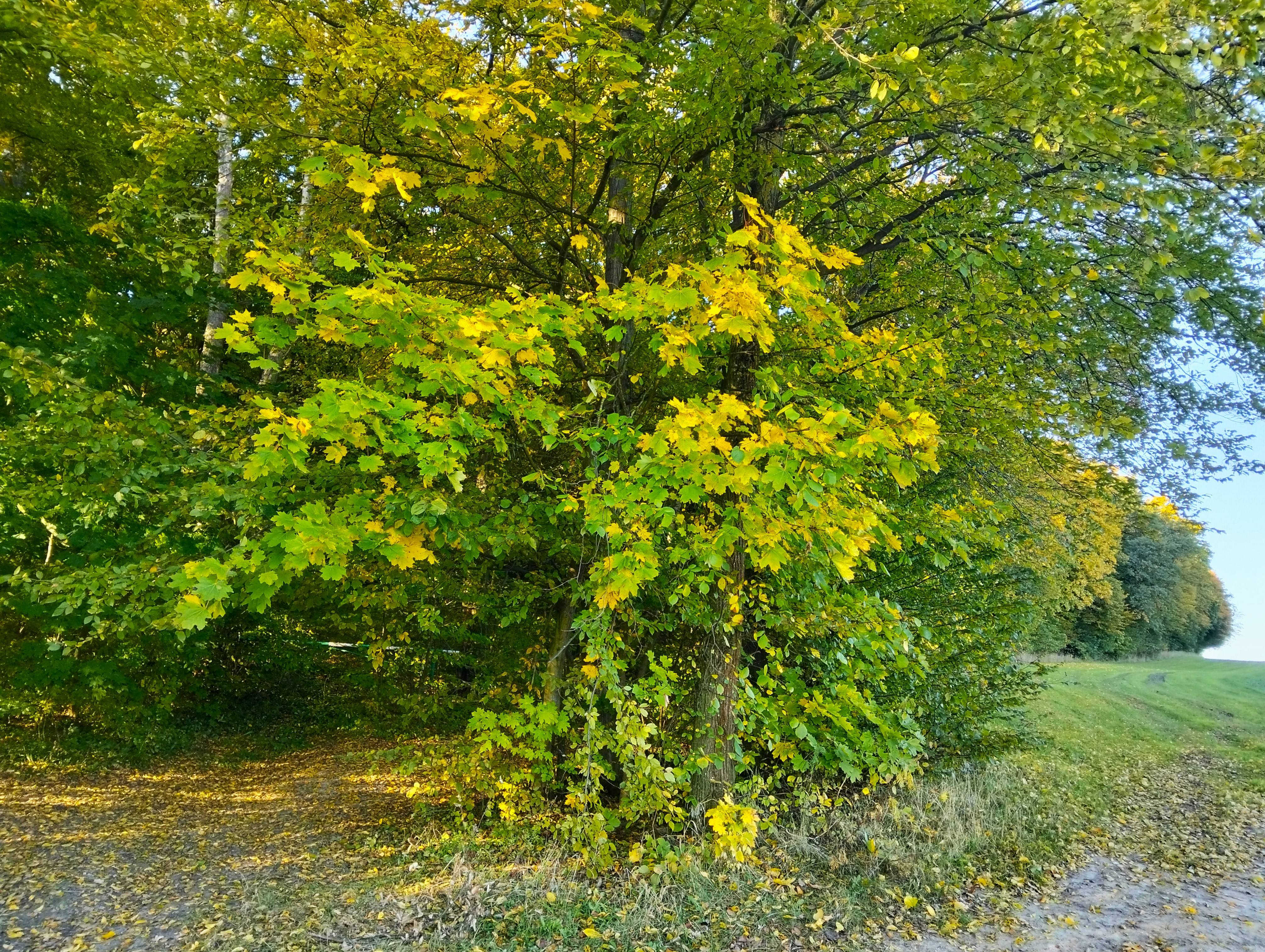
Wejście od strony szosy Chełmo – Wielgomłyny
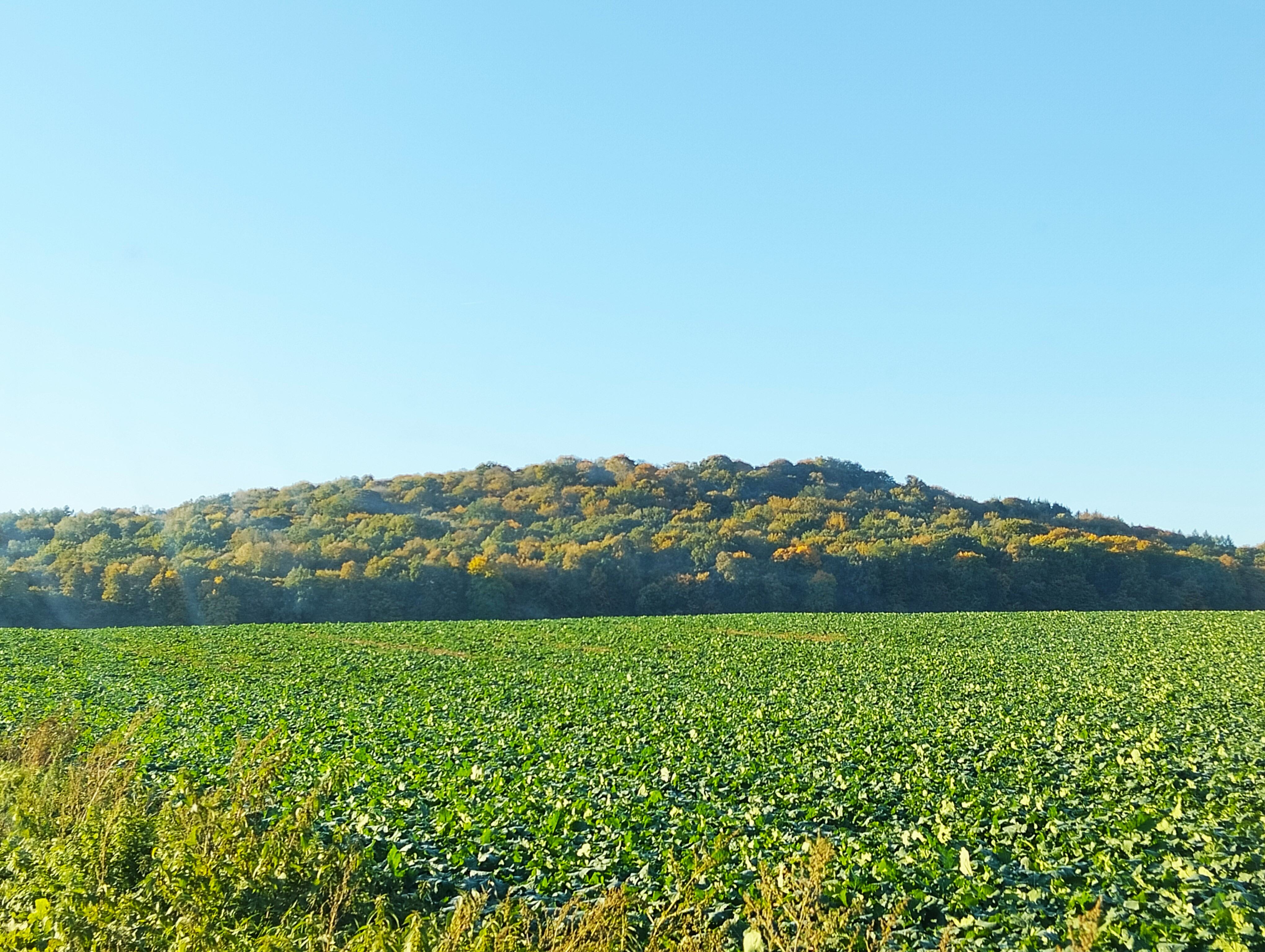
Widok ogólny od południa